# Carol Bernoth
Carol Bernoth, född 11 maj 1938, är en australisk friidrottare. Hon deltog vid olympiska sommarspelen 1956.